# Constance Amiot
Constance Amiot (sinh năm 1978) là một nhà văn - nhà soạn nhạc - người biểu diễn các bài hát bằng tiếng Pháp và tiếng Anh theo phong cách pop-dân gian.
Sinh ra từ cha mẹ người Pháp tại Abidjan ở Bờ Biển Ngà, bà lớn lên ở Cameroon và Hoa Kỳ, định cư tại Paris năm 2000. Bà bắt đầu sự nghiệp âm nhạc của mình với tư cách là một nghệ sĩ piano trong một nhóm nhạc rock tên là Virus đã thực hiện các phiên bản cover các bài hát của Guns N 'Roses, trong khi vẫn theo đuổi việc học về luật, văn học và kỹ thuật âm thanh. Sau đó, bà chấp nhận cây đàn guitar làm nhạc cụ ưa thích của mình, chịu ảnh hưởng của các nghệ sĩ như Tracy Chapman.
Sau album tự sản xuất đầu tiên Whisperwood (2003), tiếp theo bà đã thu âm một album ở New York có tên Fairytale, (tháng 4 năm 2007 trên nhãn Tôt ou tard), với sự tham gia của Jeff Pevar, Ben Wisch, Sean Pelton, François Moutin và sự đóng góp của một số lời bài hát của Jérôme Attal.

## Danh sách đĩa hát
- Whisperwood (2005)
- Truyện cổ tích (2007), Tôt ou tard / Warner
- Một lần hai lần (2011), Tôt Ou Tard / Warner
- Blue Green Tomorrows EP (2012), Believe Digital
- 12ème Parallèle (2014), Believe Digital